# Oizé
Oizé és un municipi francès situat al departament del Sarthe i a la regió de País del Loira. L'any 2007 tenia 1.039 habitants.

## Demografia

### Població
El 2007 la població de fet d'Oizé era de 1.039 persones. Hi havia 393 famílies de les quals 84 eren unipersonals (38 homes vivint sols i 46 dones vivint soles), 133 parelles sense fills, 163 parelles amb fills i 13 famílies monoparentals amb fills.
La població ha evolucionat segons el següent gràfic:
Habitants censats

### Habitatges
El 2007 hi havia 442 habitatges, 401 eren l'habitatge principal de la família, 25 eren segones residències i 16 estaven desocupats. 427 eren cases i 10 eren apartaments. Dels 401 habitatges principals, 343 estaven ocupats pels seus propietaris, 55 estaven llogats i ocupats pels llogaters i 3 estaven cedits a títol gratuït; 2 tenien una cambra, 25 en tenien dues, 75 en tenien tres, 125 en tenien quatre i 174 en tenien cinc o més. 300 habitatges disposaven pel capbaix d'una plaça de pàrquing. A 139 habitatges hi havia un automòbil i a 222 n'hi havia dos o més.

### Piràmide de població
La piràmide de població per edats i sexe el 2009 era:
| Homes | Edats   | Dones |
| ----- | ------- | ----- |
| 0     | 95 o +  | 0     |
| 0     | 90 a 94 | 0     |
| 4     | 85 a 89 | 8     |
| 4     | 80 a 84 | 4     |
| 16    | 75 a 79 | 28    |
| 16    | 70 a 74 | 12    |
| 24    | 65 a 69 | 28    |
| 16    | 60 a 64 | 24    |
| 20    | 55 a 59 | 16    |
| 24    | 50 a 54 | 16    |
| 32    | 45 a 49 | 32    |
| 36    | 40 a 44 | 36    |
| 20    | 35 a 39 | 20    |
| 20    | 30 a 34 | 24    |
| 28    | 25 a 29 | 20    |
| 28    | 20 a 24 | 16    |
| 8     | 15 a 19 | 52    |
| 16    | 10 a 14 | 8     |
| 20    | 5 a 9   | 20    |
| 24    | 0 a 4   | 16    |

## Economia
El 2007 la població en edat de treballar era de 639 persones, 480 eren actives i 159 eren inactives. De les 480 persones actives 445 estaven ocupades (244 homes i 201 dones) i 36 estaven aturades (13 homes i 23 dones). De les 159 persones inactives 60 estaven jubilades, 38 estaven estudiant i 61 estaven classificades com a «altres inactius».

### Ingressos
El 2009 a Oizé hi havia 429 unitats fiscals que integraven 1.169,5 persones, la mediana anual d'ingressos fiscals per persona era de 16.988 €.

### Activitats econòmiques
Dels 25  establiments que hi havia el 2007, 2 eren d'empreses alimentàries, 4 d'empreses de construcció, 6 d'empreses de comerç i reparació d'automòbils, 1 d'una empresa de transport, 3 d'empreses d'hostatgeria i restauració, 1 d'una empresa immobiliària, 4 d'empreses de serveis i 4 d'empreses classificades com a «altres activitats de serveis».
Dels 7 establiments de servei als particulars que hi havia el 2009, 2 eren paletes, 1 fusteria, 1 lampisteria, 2 perruqueries i 1 agència immobiliària.
Dels 4 establiments comercials que hi havia el 2009, 2 eren grans superfícies de material de bricolatge, 1 una fleca i 1 una botiga de roba.
L'any 2000 a Oizé hi havia 21 explotacions agrícoles que ocupaven un total de 650 hectàrees.

## Equipaments sanitaris i escolars
El 2009 hi havia una escola elemental.

## Poblacions més properes
El següent diagrama mostra les poblacions més properes.

## Fills il·lustres
- Marin Mersenne (1588 - 1648), filòsof i matemàtic.